# أسل الغرب
أسل الغرب (الاسم العلمي: Juncus hesperius) نوع نباتي يتبع جنس الأسل وينتمي إلى الفصيلة الأسلية.